# Elezioni parlamentari in Grecia del settembre 2015
Le elezioni parlamentari in Grecia del settembre 2015 si tennero il 20 settembre per il rinnovo del Parlamento ellenico.
Le elezioni si sono tenute prima della naturale scadenza della legislatura, a seguito delle dimissioni del Primo ministro Alexīs Tsipras, avvenute il 20 agosto 2015.

## Contesto

### Procedimento elettorale
I 300 seggi del Parlamento ellenico vengono distribuiti così: 250 seggi sono assegnati con il metodo proporzionale con una percentuale minima (sbarramento) per accedere al Parlamento del 3%; i restanti 50 seggi sono assegnati automaticamente al partito (non alla coalizione) che riceve più voti.
Per avere la maggioranza parlamentare un partito o una coalizione dovrebbe controllare 151 seggi su 300. Le schede bianche o nulle, così come i voti per le forze politiche che non hanno raggiunto lo sbarramento del 3% non sono conteggiate per l'assegnazione dei seggi.

### Parlamento uscente
| Partito                                     | 25 Gen 2015 (Elezioni) | 19 Set 2015 (Pre-elezioni) |
| ------------------------------------------- | ---------------------- | -------------------------- |
| Coalizione della Sinistra Radicale (SYRIZA) | 149 / 300              | 123 / 300                  |
| Nuova Democrazia (ND)                       | 76 / 300               | 76 / 300                   |
| Unità Popolare (LAE)                        | non esistente          | 26 / 300                   |
| Alba Dorata (XA)                            | 17 / 300               | 17 / 300                   |
| To Potami                                   | 17 / 300               | 17 / 300                   |
| Partito Comunista di Grecia (KKE)           | 15 / 300               | 15 / 300                   |
| Greci Indipendenti (ANEL)                   | 13 / 300               | 13 / 300                   |
| Movimento Socialista Panellenico (PASOK)    | 13 / 300               | 13 / 300                   |

### Sondaggi

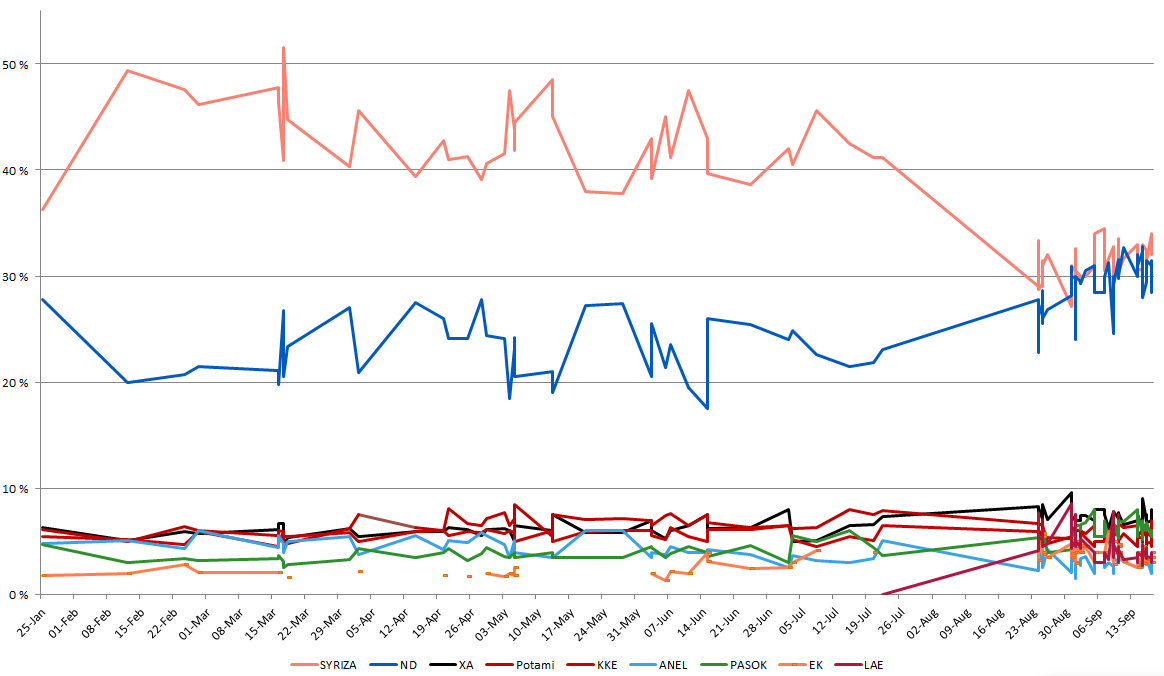
Andamento dei sondaggi per le elezioni del 20 settembre 2015

| Fonte                                                              | Data               | SYRIZA | ND   | XA  | Potami | KKE | ANEL | PASOK | EK  | LAE | Altri | Nessun Partito |
| ------------------------------------------------------------------ | ------------------ | ------ | ---- | --- | ------ | --- | ---- | ----- | --- | --- | ----- | -------------- |
| Marc Archiviato il 24 settembre 2015 in Internet Archive.          | 5 settembre 2015   | 24,4   | 24   | 5,9 | 5,1    | 4,9 | 2,8  | 4,3   | 3,6 | 3,6 | 1,7   | 19,8           |
| MRB                                                                | 4 settembre 2015   | 25,1   | 25,1 | 6   | 4,6    | 5   | 2,3  | 5,2   | 3,9 | 3,6 | 4     | 15,2           |
| VoiceNews                                                          | 4 settembre 2015   | 21     | 20   | 9   | 5      | 6,5 | 3,3  | 4,1   | 3,9 | 7,6 | 0     | 19,6           |
| Pulse RC                                                           | 1-2 settembre 2015 | 25,5   | 25   | 6   | 5      | 5   | 2,5  | 5,5   | 3,5 | 4   | 2     | 16             |
| GPO                                                                | 31 ago-2 set 2015  | 25     | 25,3 | 5,5 | 4,6    | 5,1 | 3    | 5,3   | 3,2 | 4   | 6,2   | 12,8           |
| Alco                                                               | 31 ago-2 set 2015  | 23     | 22,6 | 6,1 | 4,4    | 5,5 | 2    | 4,2   | 3,6 | 3,9 | 3,5   | 21,2           |
| VoiceNews                                                          | 1 settembre 2015   | 22     | 19   | 9   | 5      | 6   | 3,4  | 3,1   | 4,3 | 9   | 2,1   | 17,1           |
| Pulse RC                                                           | 31 ago-1 set 2015  | 26     | 25   | 6   | 5      | 5   | 2,5  | 5     | 3   | 4   | 1,5   | 16             |
| Rass Archiviato il 2 settembre 2015 in Internet Archive.           | 30 agosto 2015     | 24,6   | 22,3 | 5,8 | 6      | 5,7 | 2,3  | 3,2   | 4,3 | 5,3 | 3,8   | 16,7           |
| VoiceNews Archiviato il 30 agosto 2015 in Internet Archive.        | 28 agosto 2015     | 21,3   | 17   | 8,1 | 5      | 7   | 3,5  | 3,2   | 4,2 | 9,2 | 2     | 19,5           |
| Metron Analysis                                                    | 28 agosto 2015     | 22,2   | 21,2 | 6,4 | 5,1    | 4,5 | 1,7  | 4,1   | 3,8 | 3,1 | 4,3   | 23,6           |
| ALCO                                                               | 25-28 agosto 2015  | 22,6   | 21,1 | 6,3 | 5,1    | 4,7 | 2,4  | 4,1   | 3   | 4   | 2,5   | 22,9           |
| MARC                                                               | 25-28 agosto 2015  | 25,3   | 23,2 | 5,5 | 5,8    | 4,2 | 3    | 4,4   | 3,8 | 3,8 | 2,2   | 18,8           |
| E-Voice                                                            | 26–27 agosto 2015  | 26,2   | 22   | 5,8 | 4,4    | 3,9 | 3,4  | 3,3   | 2,9 | 3,9 | 6     | 18,2           |
| PAMAK                                                              | 25–27 agosto 2015  | 25     | 22   | 5,5 | 6      | 6   | 2    | 4,5   | 4,5 | 5   | 5     | 14,5           |
| MRB                                                                | 25–27 agosto 2015  | 24,6   | 22,8 | 6,2 | 5,6    | 4,7 | 2,3  | 3,9   | 4,7 | 4,2 | 4,1   | 16,9           |
| KAPA RESEARCH Archiviato il 25 settembre 2015 in Internet Archive. | 25-26 agosto 2015  | 27,3   | 24,2 | 6,8 | 5,5    | 5   | 3    | 4     | 3,3 | 4,8 | 2,9   | 13,2           |
| ProRata Archiviato il 23 settembre 2015 in Internet Archive.       | 25–26 agosto 2015  | 23     | 19,5 | 6,5 | 4      | 5   | 2    | 4,5   | 3   | 3,5 | 3,5   | 25,5           |
| Bridging Europe                                                    | 24-26 agosto 2015  | 26,8   | 18,3 | 5,9 | 6,2    | 5,8 | 2,4  | 2,9   | 2,6 | 6,1 | 3,2   | 19,8           |
| Interview Archiviato il 24 settembre 2015 in Internet Archive.     | 24 agosto 2015     | 24     | 22   | 6   | 5,5    | 4,5 | 3,5  | 4,5   | 4   | 4,5 | 5     | 16,5           |

## Risultati
| Coalizione della Sinistra Radicale (SYRIZA)                                 | 1 926 526 | 35,46 | 145 |  |  |  |
| Nuova Democrazia (ND)                                                       | 1 526 400 | 28,09 | 75  |  |  |  |
| Alba Dorata (XA)                                                            | 379 722   | 6,99  | 18  |  |  |  |
| Schieramento Democratico (DISY) (PASOK - DIMAR)                             | 341 732   | 6,29  | 17  |  |  |  |
| Partito Comunista di Grecia (KKE)                                           | 301 684   | 5,55  | 15  |  |  |  |
| To Potami                                                                   | 222 349   | 4,09  | 11  |  |  |  |
| Greci Indipendenti (AN.EL)                                                  | 200 532   | 3,69  | 10  |  |  |  |
| Unione dei Centristi (EK)                                                   | 186 644   | 3,44  | 9   |  |  |  |
| Unità Popolare (LAE)                                                        | 155 320   | 2,86  | –   |  |  |  |
| Antarsya - Partito Rivoluzionario dei Lavoratori (EEK)                      | 46 183    | 0,85  | –   |  |  |  |
| Fronte Popolare Unito (EPAM)                                                | 41 626    | 0,77  | –   |  |  |  |
| Società (ΚΟΙΝΩΝΙΑ)                                                          | 35 594    | 0,66  | –   |  |  |  |
| Dimiourgia, xana! (DI.XAN.)                                                 | 28 909    | 0,53  | –   |  |  |  |
| Democratici - Società dei Valori - Partito Pirata                           | 15 282    | 0,28  | –   |  |  |  |
| KKE(m-l) - M-L KKE                                                          | 8 873     | 0,16  | –   |  |  |  |
| Unione Patriottica - Raduno Popolare Greco (ELLAS)                          | 6 070     | 0,11  | –   |  |  |  |
| Movimento di Liberazione Democratica del Popolo Greco (EL.LA.D.A.)          | 4 421     | 0,08  | –   |  |  |  |
| Organizzazione dei Comunisti Internazionalisti di Grecia (OKDE)             | 2 433     | 0,04  | –   |  |  |  |
| Organizzazione per la Ricostruzione del Partito Comunista di Grecia (OAKKE) | 2 230     | 0,04  | –   |  |  |  |
| Indipendenti                                                                | 846       | 0,02  | –   |  |  |  |
| Totale                                                                      | 5 433 376 | 100   | 300 |  |  |  |
|                                                                             |           |       |     |  |  |  |
| Voti non validi                                                             | 132 919   | 2,39  |     |  |  |  |
| Votanti                                                                     | 5 566 295 | 56,57 |     |  |  |  |
| Elettori                                                                    | 9 840 422 |       |     |  |  |  |

| Riepilogo dei voti (+/- elezioni I-2015)  | Riepilogo dei voti (+/- elezioni I-2015) | Riepilogo dei voti (+/- elezioni I-2015) | Riepilogo dei voti (+/- elezioni I-2015) | Riepilogo dei voti (+/- elezioni I-2015) | Riepilogo dei voti (+/- elezioni I-2015) | Riepilogo dei voti (+/- elezioni I-2015) |
| ----------------------------------------- | ---------------------------------------- | ---------------------------------------- | ---------------------------------------- | ---------------------------------------- | ---------------------------------------- | ---------------------------------------- |
| Coalizione della Sinistra Radicale        | Coalizione della Sinistra Radicale       | Coalizione della Sinistra Radicale       |                                          |                                          | 35,46%                                   | ▼ 0,88                                   |
| Nuova Democrazia                          | Nuova Democrazia                         | Nuova Democrazia                         |                                          |                                          | 28,09%                                   | ▲ 0,29                                   |
| Alba Dorata                               | Alba Dorata                              | Alba Dorata                              |                                          |                                          | 6,99%                                    | ▲ 0,71                                   |
| Schieramento Democratico                  | Schieramento Democratico                 | Schieramento Democratico                 |                                          |                                          | 6,29%                                    | ▲ 1,12                                   |
| Partito Comunista di Grecia               | Partito Comunista di Grecia              | Partito Comunista di Grecia              |                                          |                                          | 5,55%                                    | ▲ 0,08                                   |
| To Potami                                 | To Potami                                | To Potami                                |                                          |                                          | 4,09%                                    | ▼ 1,96                                   |
| Greci Indipendenti                        | Greci Indipendenti                       | Greci Indipendenti                       |                                          |                                          | 3,69%                                    | ▼ 1,06                                   |
| Unione dei Centristi                      | Unione dei Centristi                     | Unione dei Centristi                     |                                          |                                          | 3,44%                                    | ▲ 1,64                                   |
| Unità Popolare                            | Unità Popolare                           | Unità Popolare                           |                                          |                                          | 2,86%                                    | ▲ 2,86                                   |
| Altri <1,00%                              | Altri <1,00%                             | Altri <1,00%                             |                                          |                                          | 3,55%                                    | ▲ 1,99                                   |
| Riepilogo dei seggi (+/- elezioni I-2015) |                                          |                                          |                                          |                                          |                                          |                                          |
|                                           |                                          |                                          |                                          |                                          |                                          |                                          |
| KKE                                       | 15                                       | ━                                        |                                          | Syriza                                   | 145                                      | ▼ 4                                      |
| DISY                                      | 17                                       | ▲ 4                                      |                                          | To Potami                                | 11                                       | ▼ 6                                      |
| EK                                        | 9                                        | ▲ 9                                      |                                          | ANEL                                     | 10                                       | ▼ 3                                      |
| ND                                        | 75                                       | ▼ 1                                      |                                          | XA                                       | 18                                       | ▲ 1                                      |